# Raimondas Vilčinskas
Raimondas Vilčinskas (nacido el 5 de julio de 1977 en Panevėžys) fue un ciclista lituano, profesional entre los años 1999 y 2005. 

## Palmarés
| 1997 - Campeonato de Lituania Contrarreloj - 2º en el Campeonato de Lituania de ciclismo en ruta 1998 - Campeonato de Lituania Contrarreloj 1999 - Memorial Philippe Van Coningsloo - Antwerpse Havenpijl - Gran Premio de Beuvry-la-Forêt - 3º en el Campeonato de Lituania Contrarreloj | 2001 - 1 etapa del Ringerike G. P. 2002 - Campeonato de Lituania Contrarreloj 2003 - 2º en el Campeonato de Lituania Contrarreloj 2004 - 2º en el Campeonato de Lituania de ciclismo en ruta |

## Equipos
- Palmans-Ideal (1999-2000)
- Mroz (2001-2002)
- Jartazi (2005)